# Soóky Margit
Soóky Margit (Cselyovszky Istvánné, Cselyovszkyné Soóky Margit, eredeti leánykori neve: Soóki Margit; Izsák, 1905. január 9. – Budapest, 2004. november 21.) író, könyvkiadó.

## Élete
Szülei Soóki Mihály szíjgyártó mester és Döbb Anna voltak. Tizenhat évesen a kereskedelmi iskola elvégzése után kezdett dolgozni. Apja ismerőse volt Sándor Lajos, a Szózat című lap igazgatója, így tudott elhelyezkedni a kiadóhivatalban a hirdetésfelvételnél, majd 1939 októberétől 1942 decemberéig a Kis Ujságnál, 1943-tól 1944. március 30-i megszűnéséig az Ujságnál dolgozott.
1941-ben, még a ponyvatörvény életbe lépése előtt alapította meg a Kaland Könyvkiadót ahogy írta - „két befolyásos barátja segítségével”. 1942-ben kezdte meg működését a Soóky Margit Könyvkiadó Vállalat, amelynek keretében körülbelül 50 regény került kiadásra. Köztük a háború előtti utolsó Rejtő-kötet, A megkerült cirkáló 1943-ban.
1942. november 3-án ment férjhez Cselyovszky B. István gazdatiszthez. Fiuk Cselyovszky Zoltán.
Egyetlen regénye Katyi címmel 1942-ben jelent meg, amely nagy sikert aratott és még abban az évben Tolnay Klári főszereplésével film is készült belőle. Színházi átdolgozása 2013-ban került bemutatásra a Körúti Színházban.

## Regénye
- Katyi, Sík kiadó, Budapest, 1942,[2] 172 oldal